# Ізогаліни
Ізогаліни, Ізогали (рос. изогалины, изогалы, англ. isogals, isohalines; нім. Isohalinen f pl, Isogalen f pl) — ізолінії з однаковими показниками солоності води. Ізогаліни з'єднують на картах точки з однаковою солоністю води у підземних чи поверхневих водних об'єктах.
Ізогаліни створюють характеристики шару мінімуму або максимуму мінімальної солоності проміжних вод.